# Photis spinicarpa
Photis spinicarpa är en kräftdjursart som beskrevs av Robert Alan Shoemaker 1942. Photis spinicarpa ingår i släktet Photis och familjen Isaeidae. Inga underarter finns listade i Catalogue of Life.